# The Seven Year Itch

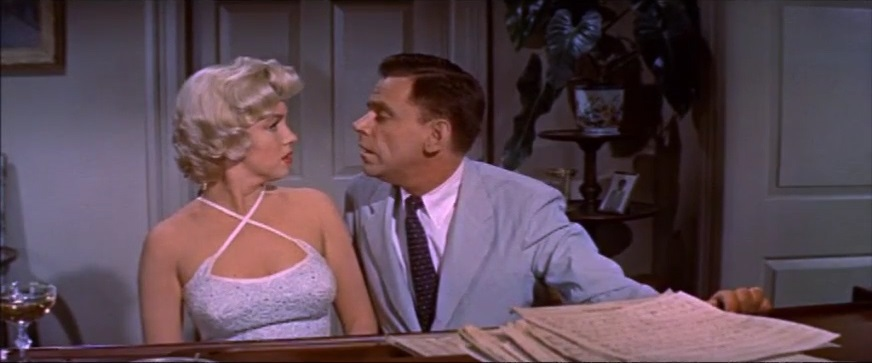
Sherman fantaseert dat hij the girl versiert

The Seven Year Itch is een Amerikaanse film uit 1955 onder regie van Billy Wilder met in de hoofdrollen Marilyn Monroe en Tom Ewell
Het verhaal is gebaseerd op het gelijknamige toneelstuk van George Axelrod. De film was een succes in de bioscopen en haalde een omzet van 12 miljoen dollar. Ook waren er diverse filmprijzen, waaronder een Golden Globe voor de Beste acteur.
De film bevat de beroemde scène waarin de jurk van Marilyn Monroe meerdere malen opwaait doordat ze boven een ventilatierooster staat.

## Verhaal
Het is zomer en in New York is de temperatuur gestegen tot ondraaglijke waarden. Richard Sherman besluit zijn vrouw Helen en hun zoontje Ricky naar het veel koelere Maine te sturen. Hij blijft achter vanwege zijn werk. Dan ontmoet Sherman The Girl (hét meisje), een model. The Girl heeft het appartement boven de Shermans tijdelijk gehuurd voor de periode dat ze reclamespotjes in Manhattan moet opnemen.
Sherman heeft net een boek gelezen van dr. Brubaker over de theorie dat mannen vreemdgaan in het zevende jaar van hun huwelijk. Het boek prikkelt de fantasie van Sherman en hij stelt zich voor dat hij met The Girl een gesprek aangaat. In deze dagdromen ziet hij zichzelf als een man die onweerstaanbaar is voor vrouwen.
Dan valt er een tomatenplant in zijn appartement, afkomstig van de verdieping boven hem. Als The Girl zich verontschuldigt, nodigt Sherman haar uit voor een drankje. In de tussentijd fantaseert Sherman weer en verleidt hij het model met zijn pianospel. Als hij haar in zijn dagdroom probeert te omhelzen, weert ze hem af en eist dat hij vertrekt. In de dagen daarna ziet Sherman The Girl steeds vaker en draait zijn fantasie overuren. Hij ziet in zijn droom hoe Helen en Ricky op tv zien dat The Girl hen waarschuwt voor het monster Sherman en niet lang daarna komt Helen naar de stad om zich op Sherman te wreken. Hoewel het allemaal dromen zijn, verandert Sherman langzaam in neurotisch wrak. Als zijn buurman een boodschap van Helen overbrengt, om een peddel voor Ricky's kano mee te nemen, kan Richard zich losrukken uit zijn fantasieën. Hij neemt zo snel mogelijk de eerste trein richting Maine.

## Rolverdeling
| Acteur             | Personage       |
| ------------------ | --------------- |
| Marilyn Monroe     | The Girl        |
| Tom Ewell          | Richard Sherman |
| Evelyn Keyes       | Helen Sherman   |
| Sonny Tufts        | Tom MacKenzie   |
| Robert Strauss     | Mr. Kruhulik    |
| Marguerite Chapman | Miss Morris     |
| Roxanne Arlen      | Elaine          |
| Donald MacBride    | Mr. Brady       |

## Achtergrond

### Scenario
Wilder veranderde, zoals hij dat wel vaker deed, veel aan het oorspronkelijke toneelstuk. Het personage van Elaine verdween net als de inwendige stemmen van Sherman en The Girl. Aan de andere kant voegde hij weer een aantal personages toe, zoals de loodgieter, Miss Finch, de serveerster en Kruhulik, de conciërge. Hele stukken tekst en zelfs veel scènes werden geschrapt of herschreven. De meeste veranderingen werden afgedwongen door de censuur. De Hays Code verbood namelijk expliciete seks in Hollywoodfilms. Om die reden is de seks tussen Monroe en Ewell alleen terug te vinden in de fantasie van de laatste. In het toneelstuk hadden de personages wel degelijk seks.

### Acteurs
Walter Matthau deed auditie voor de rol van Sherman, maar Ewell werd uiteindelijk uitverkoren. De screentests van beide mannen zijn bewaard gebleven. Wilder zelf was erg enthousiast over Matthau, maar de studio wilde geen debutant. Ewell had de hoofdrol gespeeld in de Broadwayproductie. Er waren overigens meer kandidaten voor de rol. Ook Cary Grant werd overwogen.

### Opnamen

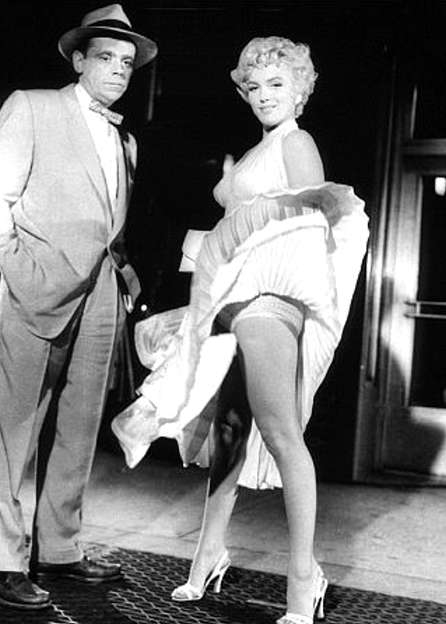
De scène met Monroe boven het luchtrooster

Billy Wilder filmde tussen 1 september en 4 november 1954. Het budget liep daarbij op tot 3.200.000 dollar. Hij filmde zowel in de studio in Los Angeles als op locatie. De buitenopnamen van Shermans appartement bijvoorbeeld zijn gemaakt op 164 East 61st Street in Manhattan. De scène met Monroe boven het luchtrooster was oorspronkelijk opgenomen op de hoek van 52nd Street en Lexington Avenue in New York. Doordat er te veel publiek omheen stond was het opgenomen materiaal onbruikbaar. Hierna werd de scène nogmaals in een studio opgenomen. De jurk werd in 2011 geveild voor 5,6 miljoen dollar. Het idee voor het opwaaien van de jurk boven een luchtrooster was niet nieuw. 28 jaar eerder gebeurde het ook met de kilt van Stan Laurel in de eerste film waarin Laurel en Hardy samenwerkten als duo: Putting Pants on Philip. In 1941 verscheen op de cover van het tijdschrift Friday een foto van Sam Shaw met daarop meisjes van wie de rok opwaait boven een luchtrooster. De fotograaf Shaw was een vriend van Marilyn Monroe en zij zou het idee hebben aangebracht bij Wilder.
Wilder had het niet gemakkelijk met zijn hoofdrolspeelster. Er waren alleen al veertig opnamen nodig voor de beroemde scène boven het luchtrooster. Monroe leed aan depressies en vergat regelmatig haar teksten. Als ze de teksten al uitsprak waren ze vaak niet te verstaan en had Wilder vaak tientallen opnamen nodig om alles goed in beeld te krijgen.

## Prijzen
De film kreeg een Golden Globe voor de beste acteur in een komedie of musical. De film werd genomineerd voor een Directors Guild of America Award voor de beste regisseur en voor een BAFTA Award voor de beste actrice.